# Duitse deling

Deling van Duitsland, in 1947

Met de term Duitse deling wordt de opdeling van het grondgebied van het voormalige Duitse Rijk na 1945 bedoeld en meer in het bijzonder de periode van 1949 tot 1990, toen op het grondgebied van het huidige Duitsland twee staten bestonden, de Bondsrepubliek Duitsland (BRD) en de Duitse Democratische Republiek (DDR).

## Geschiedenis
Nadat in Europa de Tweede Wereldoorlog op 8 mei 1945 was geëindigd, werd er in de zomer van dat jaar door de overwinnaars van de oorlog, de Verenigde Staten, de Sovjet-Unie en het Verenigd Koninkrijk, een conferentie gehouden in de Duitse stad Potsdam. Zij bespraken daar de toekomst van Duitsland. Hier werd besloten dat Duitsland opgedeeld zou worden in bezettingszones en dat de Duitse gebieden ten oosten van de rivieren Oder en Neisse aan Polen en de Sovjet-Unie zouden toevallen. Het oosten van Polen, dat de Sovjet-Unie al in 1939 had bezet, werd ingelijfd door de Sovjet-Unie.
Duitsland zou door een geallieerde controleraad bestuurd worden. Daarnaast mocht iedere bezettingsmacht in zijn eigen bezettingszone goederen als herstelbetalingen halen. Het grotendeels verwoeste Duitsland moest weer opgebouwd worden. De vier bezettende machten konden het niet eens worden over de invoering van een Duitse munteenheid, en dit leidde tot de definitieve opsplitsing van het land in de Bondsrepubliek Duitsland, gevormd door de Britse, de Franse en de Amerikaanse bezettingszone in het westen en de Duitse Democratische Republiek in het oosten, die voortkwam uit de Sovjet-zone. Eenzelfde verdeling zou ook gelden voor de stad Berlijn, die in vier sectoren werd opgesplitst.
De Sovjets wilden de invloed van West-Berlijn, dat geheel werd omringd door de Sovjet-bezettingszone, zo veel mogelijk indammen en hadden het liefst dat de enclave samengevoegd werd met Oost-Berlijn. Ze wilden hun wil opleggen door middel van een blokkade om West-Berlijn. In deze opzet slaagden zij niet. De Verenigde Staten en het Verenigd Koninkrijk onderhielden van juni 1948 tot mei 1949 een luchtbrug, die in totaal 2,3 miljoen ton aan voedsel en andere hulpgoederen invloog. Alleen oorlog had een eind kunnen maken aan die luchtbrug, maar dat ging de Sovjets kennelijk te ver. Toen het hen duidelijk werd dat de blokkade niet het gewenste effect had, werd die opgeheven.
In 1949 koos de Bondsrepubliek Bonn als (voorlopige) hoofdstad, terwijl de DDR Oost-Berlijn als hoofdstad koos. De stad Berlijn als geheel bleef echter onder het bestuur van de vier bezettingsmachten. West-Berlijn werd omringd door de DDR en ging de facto deel uitmaken van de Bondsrepubliek, terwijl Oost-Berlijn de facto deel uitmaakte van de DDR.
De DDR en Oost-Berlijn waren voor westerlingen niet of nauwelijks toegankelijk, ook niet vanuit West-Berlijn. Omgekeerd was het voor Oost-Duitsers juist vrij gemakkelijk om West-Berlijn binnen te komen, en van daaruit het vliegtuig te nemen naar de westerse wereld. Meer dan 2,5 miljoen Oost-Duitsers ontvluchtten zo het regime van de DDR en zochten hun heil in de Bondsrepubliek of in andere westerse staten.
Om de leegloop tegen te gaan, begon de DDR in 1961 met de bouw van de Berlijnse Muur rond heel West-Berlijn, zodat dit stadsdeel nog meer geïsoleerd raakte. Er waren nog maar twaalf grensovergangen tussen West-Berlijn en de DDR.
In 1972 kwam het tussen de DDR en de Bondsrepubliek tot een de-facto erkenning via het Grundlagenvertrag. Na de ratificatie in 1973 wisselden beide staten permanente vertegenwoordigers uit en werden zij lid van de Verenigde Naties.

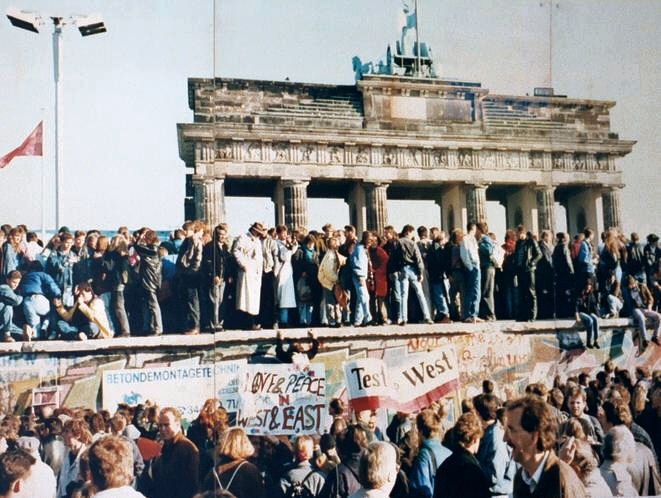
De val van de Berlijnse Muur in november 1989

In 1986 startte Michail Gorbatsjov in de Sovjet-Unie een politiek van vernieuwing: de glasnost (politieke openheid; vrijheid) en de perestrojka (economische vernieuwing; geleidelijke overgang naar vrije markteconomie). De DDR ging niet mee met deze politieke wijzigingen. In 1989 kwam de onvrede onder de bevolking van de DDR tot uiting, enerzijds door een massale vluchtelingenstroom via het door Hongarije geopende IJzeren Gordijn, anderzijds door grote demonstraties, die door het DDR-regime niet meer onderdrukt konden worden. Op 9 november 1989 zag de DDR zich gedwongen de Berlijnse Muur tussen Oost- en West-Berlijn te openen. In september 1990 sloten de beide Duitse staten het Verdrag inzake de afsluitende regeling met betrekking tot Duitsland met de geallieerde overwinnaars van de Tweede Wereldoorlog. Dit verdrag maakte de weg vrij voor de Duitse hereniging. Op 3 oktober 1990 hield de DDR op te bestaan en traden de Oost-Duitse deelstaten toe tot de Bondsrepubliek.